# Eslāmābād-e Mashnaq
Eslāmābād-e Mashnaq (persiska: مُشنِغ, مِشنَك, مشنق, مَشنَق, مِشنَق, اسلام آباد مشنق) är en ort i Iran.   Den ligger i provinsen Östazarbaijan, i den nordvästra delen av landet, 600 km nordväst om huvudstaden Teheran. Eslāmābād-e Mashnaq ligger 1 646 meter över havet och antalet invånare är 533.
Terrängen runt Eslāmābād-e Mashnaq är huvudsakligen kuperad, men norrut är den bergig.Runt Eslāmābād-e Mashnaq är det ganska tätbefolkat, med 56 invånare per kvadratkilometer. Närmaste större samhälle är Shabestar, 12,7 km öster om Eslāmābād-e Mashnaq. Trakten runt Eslāmābād-e Mashnaq består i huvudsak av gräsmarker.